# Richard McGregor
Richard McGregor (Sydney, 1958) é um jornalista, escritor e autor australiano. Ocupa a posição chefe do escritório do Financial Times com sede em Washington DC, nos Estados Unidos, tendo trabalhado anteriormente no Japão e também em outros locais como Xangai, Taiwan, Sydney, Melbourne e Londres.

## Carreira
Trabalhou como jornalista em Taiwan, Sydney, Canberra e Melbourne, onde foi o principal correspondente político, atuou também como correspondente no Japão e na China representando o The Australian. Ele também trabalhou para o International Herald Tribune, a BBC e a Far Eastern Economic Review.
McGregor escreveu The Party: The Secret World of China's Communist Rulers, publicado pela Penguin Press no Reino Unido e HarperCollins nos EUA em 2010.
Fixou residência em Washington DC, em 2011, para ser o chefe da sucursal do Financial Times, após ter morado em Londres.
Ele apareceu no programa Charlie Rose em 18 de janeiro de 2011 para discutir a visita do presidente chinês Hu Jintao aos Estados Unidos.

## Principais obras
- Japan Swings : Politics, Culture and Sex in the New Japan (Allen & Unwin, 1996) ISBN 1864480777
- The Party: The Secret World of China's Communist Rulers (Allen Lane, 2010) ISBN 9781846141737
- McGregor, Richard (2017). Asia's Reckoning: China, Japan, and the Fate of U.S. Power in the Pacific Century. Viking. ISBN 978-0399562679.
- Xi Jinping: The Backlash (Penguin Random House Australia, 2019) ISBN 9781760893040

## Reconhecimentos
McGregor ganhou o Prêmio de Excelência Editorial da Society of Publishers in Asia (SOPA) de 2010 por reportar os distúrbios de Xinjiang; e antes disso, o Prêmio SOPA em 2008 pela Editorial Intelligences.